# Structură matematică
În matematică, o structură pe o mulțime reprezintă un obiect matematic adițional care, într-un fel sau altul, referențiază  respectiva mulțime, înzestrând-o cu semnificație adițională.
O listă parțială de posibile structuri matematice: măsurile, structurile algebrice (grupuri, corpuri, etc.), topologiile, structurile metrice (geometriile), ordonarea, dependența cauzală a evenimentelor, relațiile de echivalență, structurile diferențiale, categoriile matematice etc. 
Uneori, o mulțime este înzestrată cu mai multe structuri matematice; aceasta permite studierea mai în detaliu a mulțimii. Spre exemplu, o structură de ordonare impune o formă mai rigidă, model sau topologie pentru mulțime. De asemenea, dacă o mulțime are atât structură topologică cât și de grup, aceste două structuri fiind în relație, mulțimea devine un grup topologic. 
Aplicațiile (i.e. asocierile) pe mulțimi ce conservă structurile acestora (așa încât structurile din domeniu sunt aplicate pe structuri echivalente din codomeniu) reprezintă interes special în multe câmpuri ale matematicii. Spre exemplu, homomorfismul, ce conservă structurile algebrice; homeomorfismul, ce conservă structurile topologice; și difeomorfismul, ce conservă structurile diferențiale.

## Istorie
În 1939, grupul de matematicieni francezi Nicolas Bourbaki vede în structuri elementele constitutive ale matematicii. Astfel, le menționează prima dată în fascicule ale Teoriei Mulțimilor, tratându-le apoi mai extins în  Capitolul IV din ediția 1957. Ei au identificat trei structuri fundamentale: algebrică, topologică și de ordine.

## Exemplu: mulțimea numerelor reale
Mulțimea numerelor reale are următoarele structuri standard:
- de ordine: fiecare element este ori mai mic, ori mai mare decât oricare altul
- structură algebrică: există operații de înmulțire și adunare ce constituie mulțimea unui corp.
- de normă: intervalele liniei reale au o lungime specifică ce poate fi extinsă măsurii Lebesgue pe submulțimi.
- de metrică: există noțiunea de distanță între puncte.
- geometrică: are o structură metrică și este plană.
- de topologie: există noțiunea de mulțimi deschise.

Există interfețe între structurile descrise mai sus:
- Structura de ordine și, independent, structura metrică implică existența structurii topologice.
- Structura de ordine și structură algebrică implică existența unui corp ordonat.
- Structură algebrică și structura topologică implică existența grupului Lie (i.e. un tip de grup topologic).